# Gerardo Sánchez y Sánchez
Gerardo Sánchez y Sánchez (Toluca, 31 de marzo de 1942) es un jurista mexicano, conocido por sus estudios sobre la legislación del Estado de México.

## Biografía
Es autor de Panorámica Legislativa del Estado de México 1824-1978 y su actualización a 1993. 
Entre otros cargos, ha sido magistrado y presidente del Tribunal de lo Contencioso Administrativo, Procurador general de justicia del Estado de México. 

## Premios y reconocimientos
- Presea "Estado de México" 1996 a la Administración Pública "Adolfo López Mateos" [3]